# Luis Sión
Luis Sión Mortera (Sama de Langreo, Asturias, 12 de julio de 1917 - Gijón, Asturias, 23 de diciembre de 2001) fue un futbolista español que jugaba como defensa. Fue conocido deportivamente como Sión III debido a que sus hermanos mayores Floro Sión y José María Sión también fueron futbolistas antes que él.

## Trayectoria
Nacido en Langreo, comenzó a jugar en el Racing de Sama antes de la guerra civil donde coincidió con sus hermanos formando el eje defensivo del conjunto. Tras el fin de la contienda fichó por el Real Gijón con el que debutó en la temporada 1941-42 en segunda división. Formó parte del primer ascenso a la máxima categoría del equipo asturiano en la temporada 1943-44 y se mantuvo en el equipo gijonés hasta la temporada 1947-48 que finalizó con el descenso de categoría y en la que Sión III decidió colgar las botas, tras 129 encuentros discutados, 50 de ellos en primera división.
Una vez retirado sacó el título de entrenador nacional, haciéndose cargo en 1951 del Círculo Popular de La Felguera, por lo que pasó por los dos antecesores del actual Unión Popular de Langreo.

## Clubes
| Club           | País   | Año       |
| -------------- | ------ | --------- |
| Racing de Sama | España | 1935-1941 |
| Real Gijón     | España | 1941-1948 |